# 国際品種

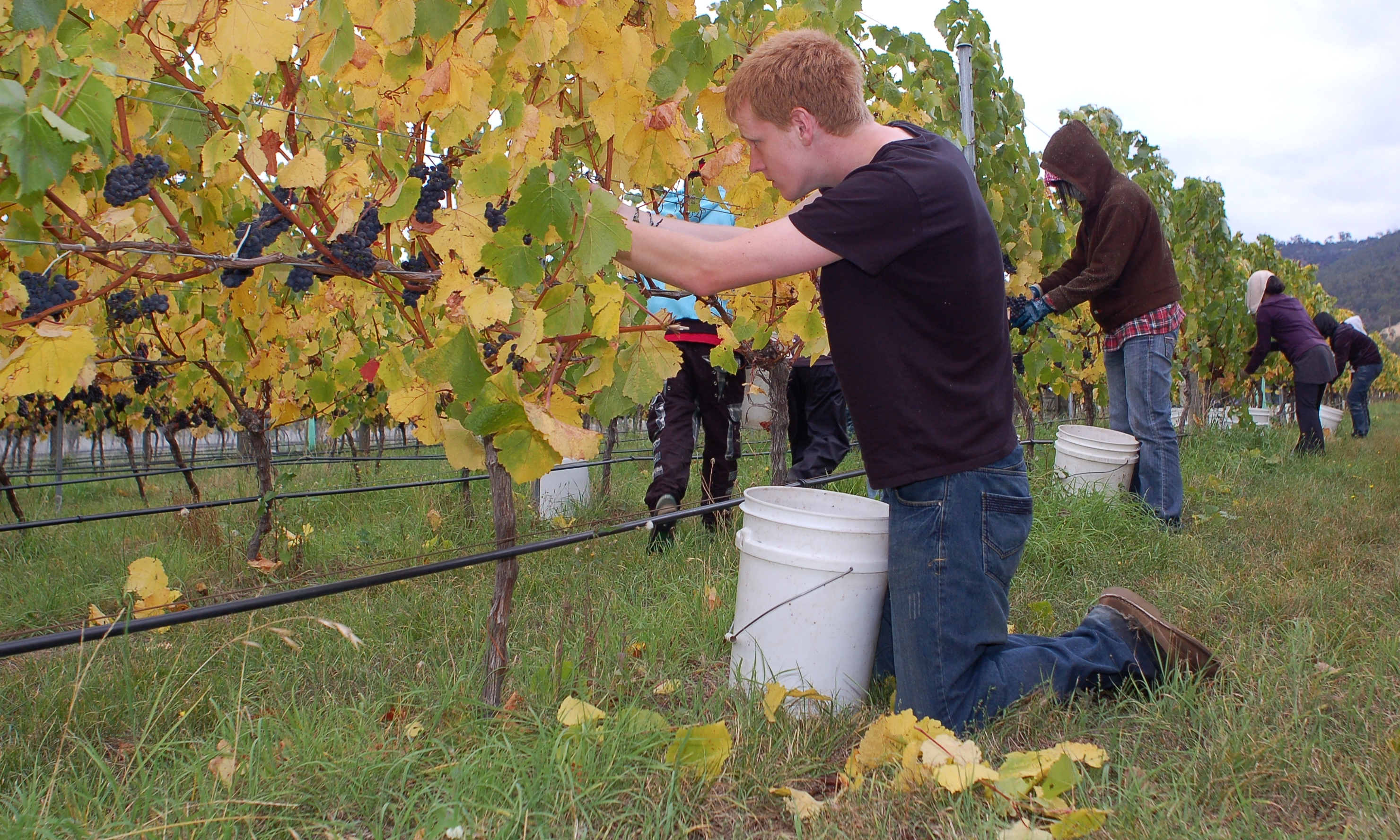
オーストラリアのタスマニア島で栽培されているピノ・ノワール。代表的な国際品種のブドウである。

ワイン用ブドウにおける国際品種とは、多くのワイン生産地域で広く栽培され、消費者にも広く認知されているブドウ品種を指す。このような品種では、ワインのラベルに品種名を記載することでアピールすることも一般的に行われ、新興産地においてはワインの基準とみなされることもある。国際品種のワインは人気があるため土着品種のものよりも高値が付くこともあるが、批判の対象になることもある。国際品種とされている品種のほとんどが、カベルネ・ソーヴィニヨンやシャルドネに代表されるようなフランスに起源を持つ品種である。しかし近年では、テンプラニーリョのようなスペイン系の品種や、サンジョベーゼやネッビオーロのようなイタリア系の品種の人気も上がってきており、広く世界で栽培されるようになってきた。そのため、これらの品種も国際品種とみなされることがある。

## 品種

### 古典的な品種

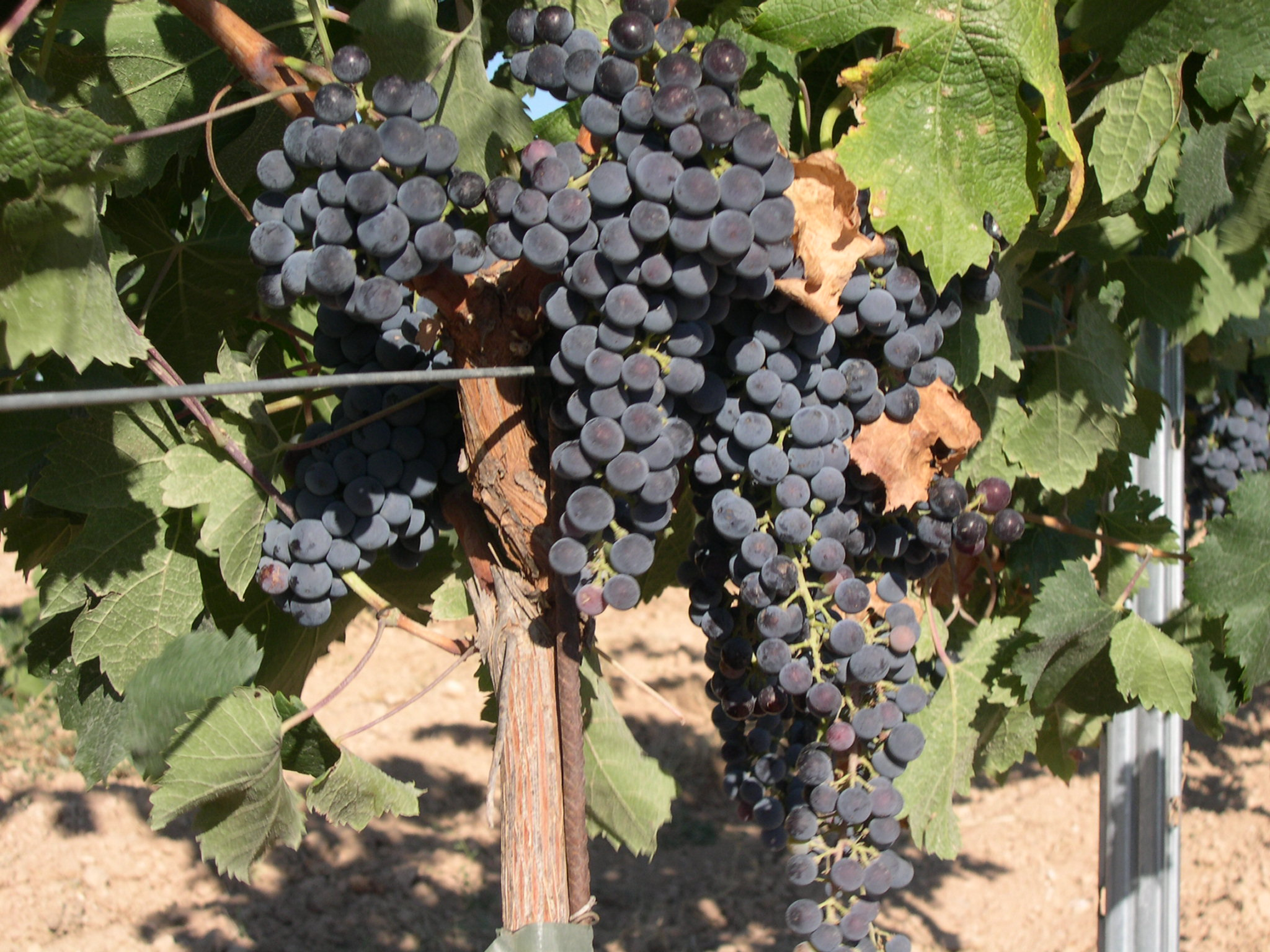
スペインのラ・マンチャ地方で栽培されているメルロー

ワイン専門家であるカレン・マクネイルは国際品種を「古典的な品種」、すなわち世界中で高品質のワインが作れるという評判を長い時間をかけて確立してきた品種であるとしている。国際品種の多くは起源を辿るとフランスに至るが、まさしくフランスは世界中のブドウ栽培とワイン作りの考え方に、長きにわたって影響を与えてきたのである。マクネイルが挙げる9つの国際品種は、カベルネ・ソーヴィニヨン、シャルドネ、シュナン・ブラン、メルロー、ピノ・ノワール、リースリング、ソーヴィニヨン・ブラン、セミヨン、シラーである。

### その他の品種
ニューワールドを中心に世界のワイン産業が拡大するにつれ、上記の９品種以外の品種も国際品種とみなされるようになった。フランス系以外にもスペイン、イタリア、ドイツに由来する品種もあり、ミュスカ、ムールヴェードル、テンプラニーリョ、サンジョベーゼ、ネッビオーロ、ゲヴュルツトラミネール、ピノ・ブラン、ピノ・グリ、ピノタージュ（南アフリカの品種）、ヴィオニエなどが挙げられる。

## 高貴品種
高貴品種（英：noble grape）は、伝統的に最高品質のワインが作られるとされる品種群である。どんな場所で栽培されても高貴品種はその特徴を失わないと言われていた。ただし、このような考え方は今日ではあまり一般的ではない。この理由としては、ひとつにはハイブリッド品種が増加していること、あるいはそのような品種がフランス国内で不当に増加していると感じている批評家がいるということがある。歴史的には、高貴品種にあたる品種は6種あり、白ワイン用がソービニヨン・ブラン、リースリング、シャルドネの3つ、赤ワイン用がピノ・ノワール、カベルネ・ソーヴィニヨン、メルローの3つである。

## 消費者の受容

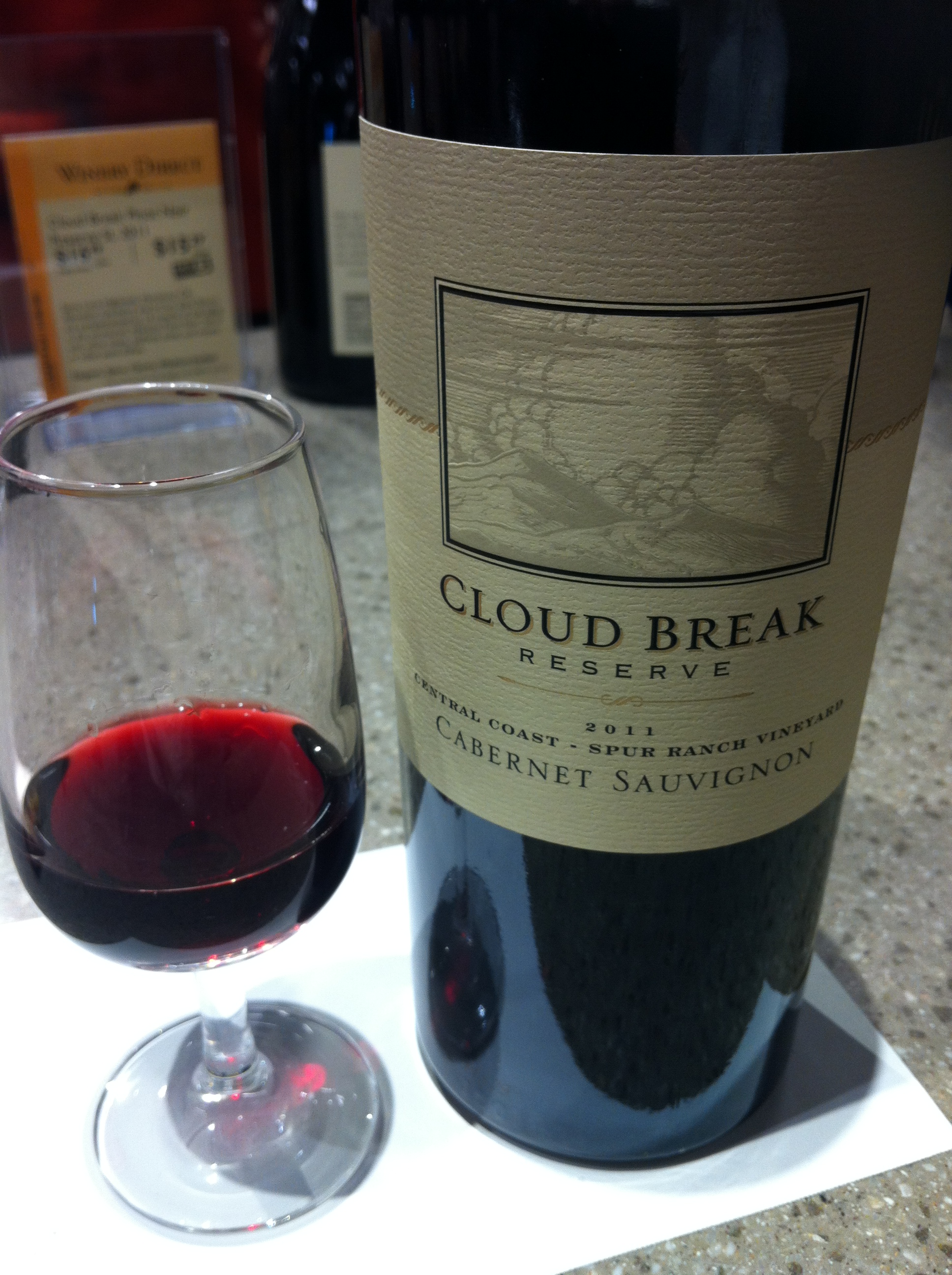
カリフォルニアで生産されたカベルネ・ソーヴィニヨン種のワイン

世界中のワイン生産地で国際品種が人気になり、その立場を強めるにつれ、単一品種ワインのラベルに品種名が記載されるようなことも多くなり、消費者もこれらの品種をより認知するようになった。カベルネ・ソーヴィニヨンやシャルドネのような品種の認知度はとりわけ高く、多くの消費者がこれらをワインの産地やブランド名だと勘違いしているという。ニューヨーク・タイムズのワイン専門家であるフランク・プリアルは、シャルドネのように名が通った品種に対する認識は極めて強力で「ワインそのものや生産者の影響力を超越する」と記している。

## 批判

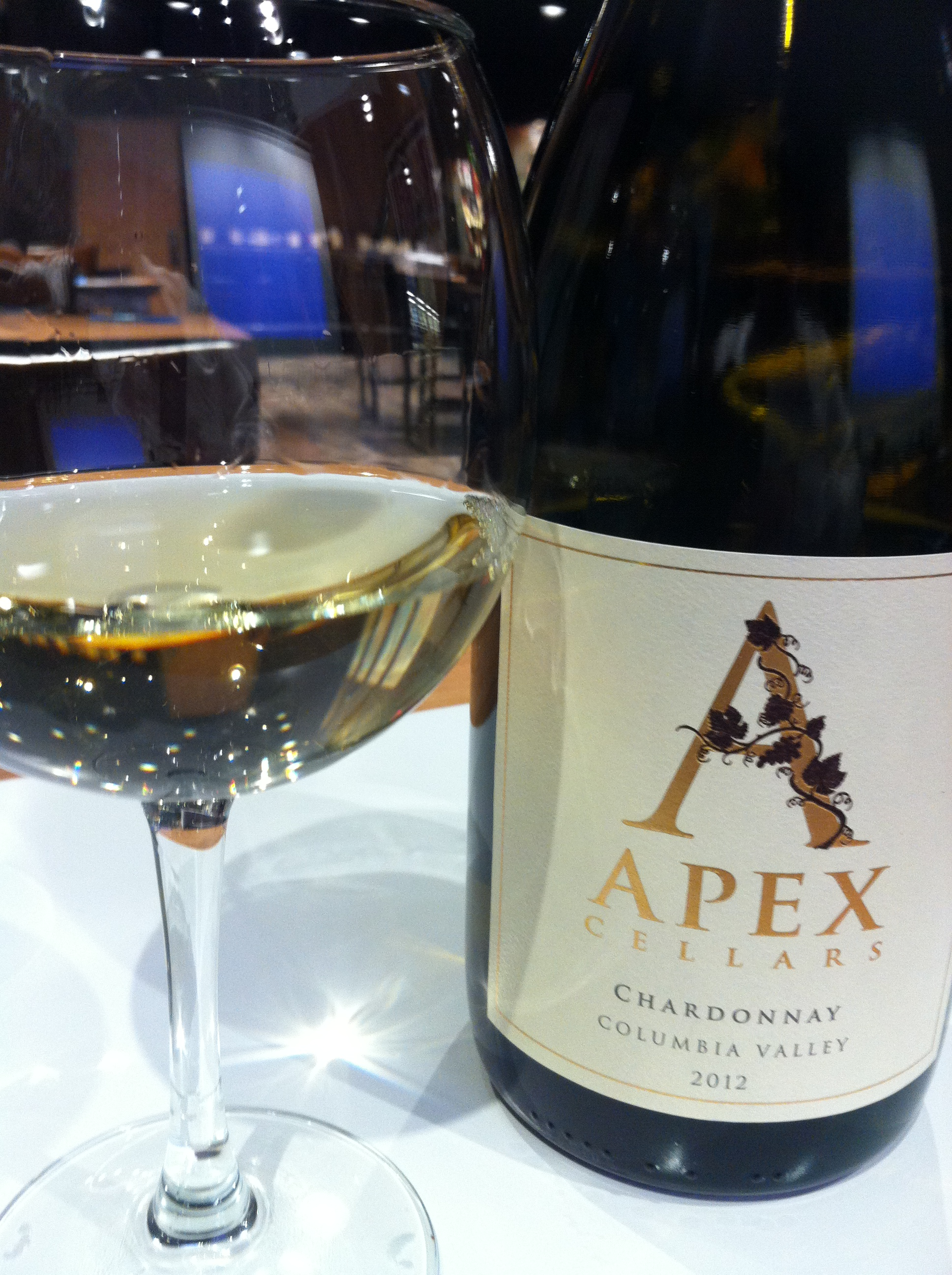
シャルドネは知名度が高いうえ、味わいも消費者から親しまれているため、世界中のどこでも生産されるワインになっている。

国際品種は、土着品種の栽培を止め世界市場の需要に応えるような名の通ったワインを好むという、ワインのグローバル化の象徴、ないしは扇動者であるとの批判を受けている。20世紀末のシャルドネブームにおいてはそのような市場を狙って、世界中のブドウ畑、とりわけ新興産地において広範にシャルドネが軒並み植えられた。イタリア南部やスペインの例では、新たにシャルドネを植えるために古くからの品種であるネグロアマーロ、プリミティーヴォ、ガルナッチャ、マタロなどが引き抜かれた。この動きの反動として、シャルドネだけでなく他の国際品種に対しても批判的な風潮が生まれた。ワイン専門家のオズ・クラークはシャルドネのこの側面について「世界のブドウ畑、そして味覚の無慈悲な入植者であり破壊者」であると記している。
ワイン産業のなかでさえも、土着品種を犠牲にしてまで国際品種を植える風潮に異を唱える者もいる。例えば、ラングドックの生産者であるエメ・ギベールは、この風潮を「大聖堂を燃やす」ことになぞらえている。